# José Caetano da Silva Coutinho
José Caetano da Silva Coutinho, conocido como Obispo Capellán Mayor (Caldas da Rainha, 13 de febrero de 1768 - Río de Janeiro, 27 de enero de 1833), fue un sacerdote católico y político brasileño. Fue diputado general y senador del Imperio del Brasil entre 1826 y 1833.
El 4 de noviembre de 1805 fue nombrado obispo de Río de Janeiro, nobramiento confirmado por el Papa Pío VII el 26 de agosto de 1806 y consagración como tal el 15 de marzo de 1807 en la iglesia de São Domingos de Lisboa. Debido a la invasión de Portugal por las tropas napoleónicas, sólo pudo llegar a Río de Janeiro el 25 de abril de 1808, tomando posesión el día 28. Ocupó ese cargo hasta su muerte.
Como obispo de Río de Janeiro, también fue nombrado, por real cédula de 3 de junio de 1808, capellán mayor de la capilla real y, como tal, bendijo los esponsales de Pedro I y presidió la coronación del primer emperador de Brasil. También bautizó a sus hijos y asistió a los últimos momentos de María I y de la emperatriz Leopoldina.
Como político, fue Presidente del Real Tribunal de la Junta de Conciencia y Órdenes; presidió la primera Asamblea Nacional Constituyente tras la independencia de Brasil, en mayo de 1823. Fue el Primer Presidente de la Cámara de Diputados de la que formó parte entre 1823 y 1826 y del Senado Federal del que formó parte entre 1826 y 1833.
Murió de hepatitis el 27 de enero de 1833 y fue enterrado en la capilla del Palacio de la Concepción de Río de Janeiro.